# Reißleinenschalter
Der Reißleinenschalter ist eine Sonderform einer Not-Aus-Schaltvorrichtung (an Maschinen, Fahrzeugen und Anlagen oder auch an Fahrgeschäften wie z. B. Achterbahnen). Ein straff gespanntes Seil wird als Reißleine mit Hand, Fuß oder einem anderen Körperteil betätigt und öffnet so den Kontakt in dem Seilzugschalter, und zwar einrastend. Es gibt auch die Bezeichnungen „Seilzug-Notschalter“ und „Sicherheitsseilzugschalter“ (englisch rope pull safety switch).
Das Seil kann mit Ösen um Ecken geführt werden. So kann man den Griffbereich einer (gefährdeten) Person erweitern.
Die Seilspannung und eine entgegengesetzt wirkende Feder halten die Kontaktzunge im Schalter in der Mittelposition. In dieser Stellung ist der Kontakt geschlossen.
Der Kontakt ist zwangsöffnend. Falls die Kontaktflächen festgeschweißt oder festgeklebt sind, reicht die Betätigungskraft aus, die Kontaktzunge zu zerstören und so den Stromkreis zu unterbrechen. Danach muss der Schalter ausgetauscht werden.